# Маркос Гільерме
Маркос Гільерме (порт. Marcos Guilherme, нар. 5 серпня 1995, Ітараре) — бразильський футболіст, півзахисник клубу «Інтернасьйонал».

## Клубна кар'єра
Народився 5 серпня 1995 року в місті Ітараре. Вихованець футбольної школи клубу «Атлетіку Паранаенсе». Дорослу футбольну кар'єру розпочав 2013 року в основній команді того ж клубу, в якій провів чотири сезони, взявши участь у 82 матчах чемпіонату Бразилії (7 голів) та 53 іграх (11 голів) чемпіонату штату. Більшість часу, проведеного у складі «Атлетіку Паранаенсе», був основним гравцем команди і 2016 року виграв з командою Лігу Паранаенсе.
У січні 2017 року Гільерме був відданий в оренду на 18 місяців у хорватське «Динамо» (Загреб) з правом подальшого викупу. Втім закріпитись в європейському клубі молодому бразильцю не вдалось: він не провів жодної повної гри за клуб і не забив жодного голу і вже у липні, задовго до завершення оренди, покинув загребський колектив і повернувся на батьківщину, провівши наступний рік в оренді за «Сан-Паулу».
9 червня 2018 року за 4 мільйони євро перейшов у саудівський клуб «Аль-Вахда» (Мекка), провівши там наступні півтора роки. Граючи у складі цієї команди здебільшого виходив на поле в основному складі команди.
12 січня 2020 року підписав контракт на два роки з «Інтернасьйоналом». Станом на 24 лютого 2021 року відіграв за команду з Порту-Алегрі 27 матчів в національному чемпіонаті.

## Виступи за збірну
2015 року залучався до складу молодіжної збірної Бразилії, з якою того року поїхав на молодіжний чемпіонат Південної Америки в Уругваї, де провів 9 ігор і забив 4 голи, посівши з командою 4 місце. Цей результат дозволив команді поїхати і на молодіжний чемпіонат світу 2015 року в Новій Зеландії, де Маркос Гільерме зіграв у всіх семи матчах і забив два м'ячі проти Сенегалу в півфіналі. Завдяки цій перемозі Бразилія вийшла до фіналу змагань, де програла Сербії, ставши віце-чемпіоном світу. Всього на молодіжному рівні Маркос Гільерме зіграв у 17 офіційних матчах, забив 6 голів.

## Досягнення
- Переможець Ліги Паранаенсе: 2016